# لوك بيري (لاعب كرة طائرة)
لوك بيري (بالإنجليزية: Luke Perry)‏ (20 نوفمبر 1995 - ) هو لاعب كرة طائرة أسترالي في مركز ليبرو ‏. لعب مع Berlin Recycling Volleys ‏.

## وصلات خارجية
- لوك بيري على موقع الاتحاد الأوروبي (الإنجليزية)
- لوك بيري على موقع الدوري الألماني للكرة الطائرة (الألمانية)